# Bruno Simão
Bruno Martins Simão (n. 5 mai 1985, Lisabona, Portugalia) este un fotbalist portughez retras din activitate, care a jucat pe post de fundaș la echipe ca UTA Arad, Milsami și Leiria. Pe plan internațional, are prezențe la națională pentru Portugalia U19⁠(d) și Portugalia U20⁠(d).
A câștigat Cupa Moldovei și Supercupa Moldovei în 2012 cu Milsami Orhei și Cupa Azerbaidjanului în 2011 cu Hazar Lankaran.
Fratele său mai mic, David Simão, este de asemenea fotbalist. Vărul lor, Rúben Amorim, este fost fotbalist și actual antrenor.